# Bismarckstraße 81 (Mönchengladbach)

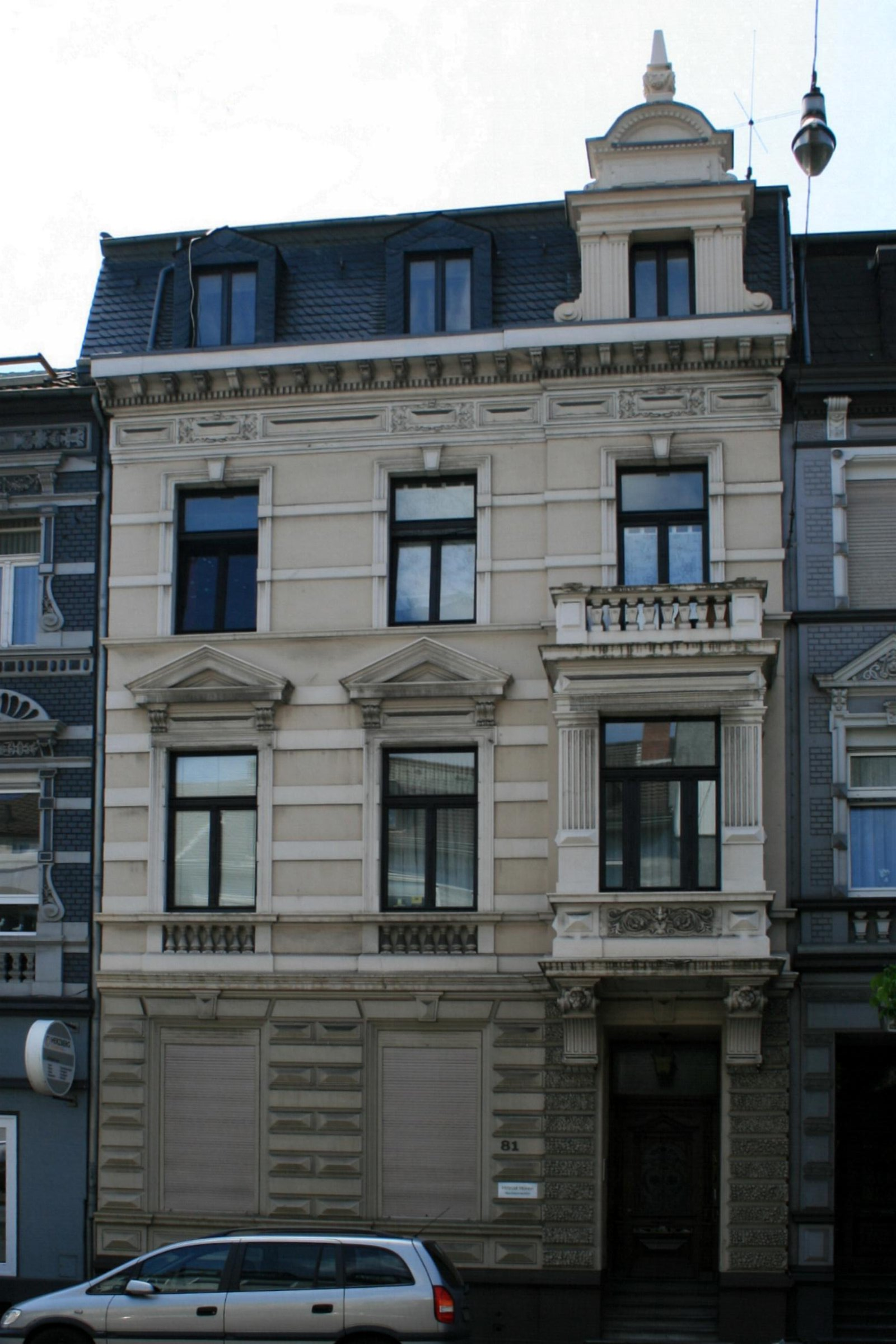
Wohnhaus (2010)

Das Wohnhaus Bismarckstraße 81 befindet sich in Mönchengladbach (Nordrhein-Westfalen) im Stadtteil Gladbach.
Das Haus wurde Ende des 19. Jahrhunderts erbaut. Es ist unter Nr. B 042 am 24. September 1985 in die Denkmalliste der Stadt Mönchengladbach eingetragen worden.

## Architektur
Das Haus Nr. 81 liegt etwa in der Mitte der ehemaligen Prachtstraße zwischen den Kreuzungen mit Steinmetzstraße und Kaiserstraße. Das kurz nach der Jahrhundertwende entstandene Gebäude ist ein dreigeschossiges Wohnhaus mit Mansarddach. Rechts ist ein Risalit herausgestellt, der über alle Geschosse greift und im Dach endet.
In der historischen Bebauung der durch den letzten Krieg stark dezimierten oder durch Umbauten der 1950er Jahre verfremdeten Zeile, ist das Haus Nr. 81 ein typisches Beispiel eines Wohnhauses von Ende des 19. Jahrhunderts, Anfang des 20. Jahrhunderts und zeigt fragmentarisch, wie der Straßenzug ausgesehen hat.